# Болотний
59°16′06″ пн. ш. 126°49′20″ сх. д. / 59.268333333333° пн. ш. 126.82222222222° сх. д.

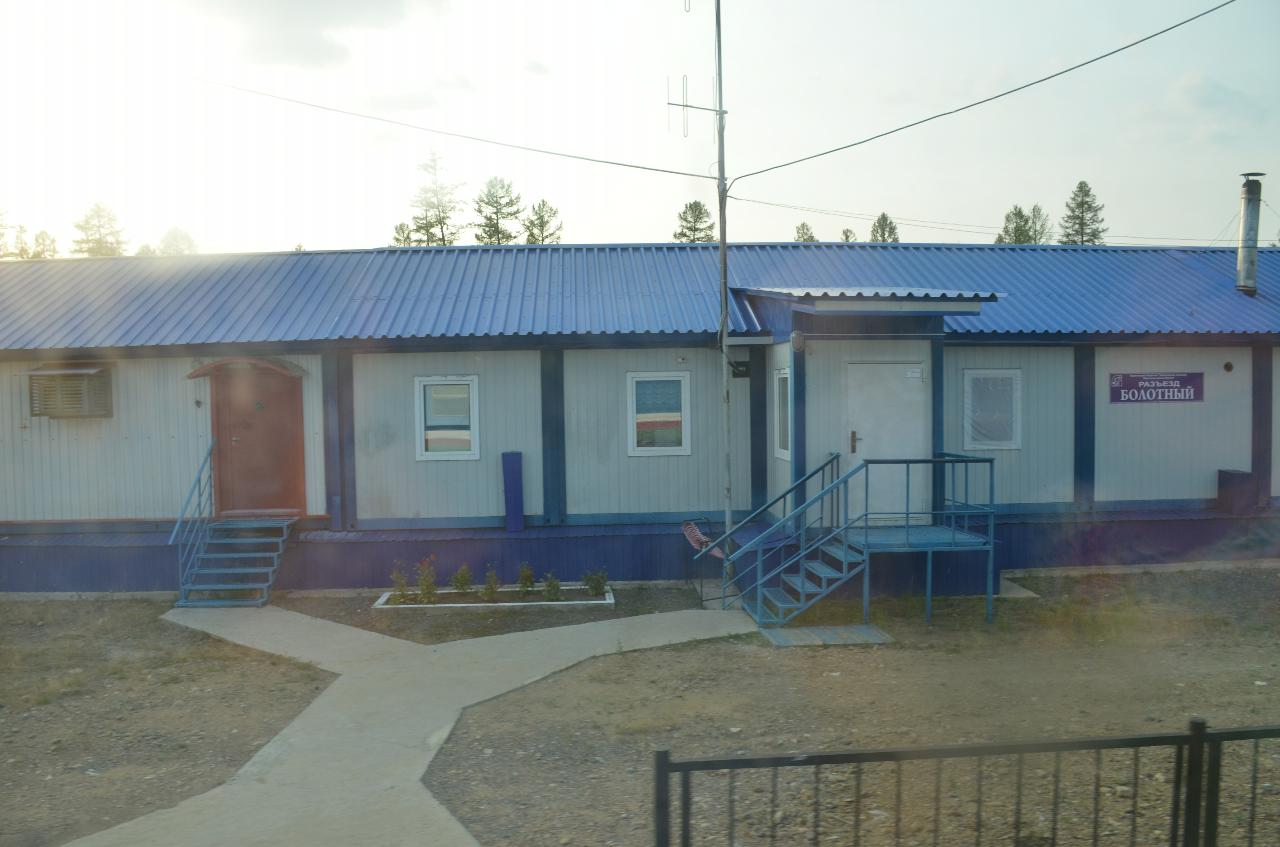
Вокзал

Болотний (рос. Болотный) — роз'їзд Якутської залізниці (Росія), розміщений на дільниці Нерюнгрі-Пасажирська — Нижній Бестях між станціями Томмот (відстань — 55 км) і Амга (45 км). Відстань до ст. Нерюнгрі-Пасажирська — 416 км, до транзитного пункту Тинда — 645 км.
Збудований у 2007 році. У 2014 році відкрито рух вантажних поїздів, у 2019 — пасажирський рух.
Розташований на території Алданського району Республіки Саха.